# Clàrids

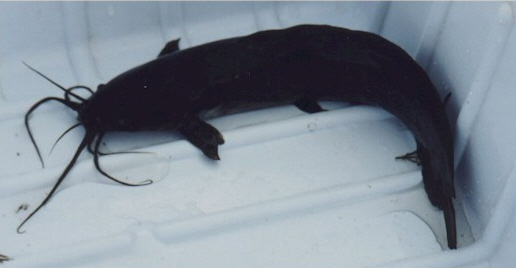
Clarias batrachus

La família dels clàrids (Clariidae) és constituïda per peixos actinopterigis d'aigua dolça de l'ordre dels siluriformes.

## Morfologia
- Les aletes pectorals i pèlviques són absents en algunes espècies.
- Algunes espècies tenen ulls petits i d'altres, fins i tot, són cegues.[3]

## Distribució geogràfica
Es troba a Àfrica, Síria, sud de Turquia i des de les Filipines fins a Java.

## Gèneres
- Bathyclarias (Jackson, 1959)[5]
- Channallabes (Günther, 1873)[6]
  - Channallabes apus  (Günther, 1873)
  - Channallabes ogooensis  (Devaere, Adriaens & Verraes, 2007)
  - Channallabes sanghaensis  (Devaere, Adriaens & Verraes, 2007)
  - Channallabes teugelsi  (Devaere, Adriaens & Verraes, 2007)
- Clariallabes (Boulenger, 1900)[7]
- Clarias (Scopoli, 1777)[8]
- Dinotopterus (Boulenger, 1906)[9]
  - Dinotopterus cunningtoni (Boulenger, 1906)
- Dolichallabes (Poll, 1942)[10]
  - Dolichallabes microphthalmus (Poll, 1942)
- Encheloclarias (Myers, 1937)[11]
- Gymnallabes (Günther, 1867)[12]
  - Gymnallabes alvarezi  (Roman, 1970)
  - Gymnallabes nops  (Roberts & Stewart, 1976)
  - Gymnallabes typus  (Günther, 1867)
- Heterobranchus (Geoffroy Saint-Hilarie, 1808)[13]
- Horaglanis (Menon, 1950)[14]
  - Horaglanis alikunhii (Subhash Babu & Nayar, 2004)
  - Horaglanis krishnai (Menon, 1950)
- Macropteronotus
  - Macropteronotus hexacicinnus (Lacépède, 1803)
- Phagorus (MacClelland, 1844)
  - Phagorus ater (MacClelland, 1844) †
- Platyallabes (Poll, 1977)[15]
  - Platyallabes tihoni (Poll, 1944)
- Platyclarias (Poll, 1977)[15]
  - Platyclarias machadoi (Poll, 1977)
- Tanganikallabes (Poll, 1943)[16]
  - Tanganikallabes mortiauxi (Poll, 1943)
- Uegitglanis (Gianferrari, 1923)[17]
  - Uegitglanis zammaranoi (Gianferrari, 1923)
- Xenoclarias (Greenwood, 1958)[18]
  - Xenoclarias eupogon (Norman, 1928)[19][20][21][22][23][24][25]